# STAT3
پروتئین ۳ ترارسانندهٔ پیام و فعال‌کنندهٔ رونویسی (انگلیسی: Signal transducer and activator of transcription 3) یک فاکتور رونویسی است که در انسان توسط ژن «STAT3» کُدگذاری می‌شود. این پروتئین یکی از اعضای خانوادهٔ بزرگ پروتئین‌های STAT است.
وجود پروتئین STAT3 برای تمایز سلول ۱۷ تی کمکی (که در بروز تعدادی از بیماری‌های خودایمنی نقش دارد) ضروری است و با برخی پروتئین‌های دیگر همچون گیرنده فاکتور رشد اپیدرمی و گیرنده آندروژن تعامل پروتئین-پروتئین دارد.
به‌نظر می‌رسد داروی نیکلوزاماید، مسیر سیگنال‌دهی پروتئین STAT3 را مهار می‌کند.

## اهمیت بالینی
جهش‌های کارکردزُدا (Loss-of-function mutations) در این ژن، سبب بروز «سندرم هایپرایمونوگلوبولین E» می‌شود که فرد مبتلا طی آن، دچار عفونت‌های مکرر و اختلالات استخوانی می‌گردد.
جهش‌های کارکردزا (Gain-of-function mutations) در این ژن باعث ابتلای زودرس به بیماری‌های ایمنی در چندین ارگان بدن می‌شود مانند ابتلای همزمان به دیابت، بیماری تیروئید، التهاب روده و کاهش گلبول‌های خون.
فعال‌شدگی این ژن در چندین نوع سرطان، دلیلی بر پیش‌آگهی بد آنها خواهد بود. پروتئین حاصله از این ژن، خواص ضد آپوپتوز و خاصیت تحریک‌کنندگی برای رشد دارد.
جالب آنکه خواص سرکوب‌کننده تومور هم برای این ژن توصیف شده‌است. به عنوان مثال در گلیوبلاستوما که نوعی تومور مغزی است، بر حسب آنکه کدام بخش از ژن دچار جهش شده، ممکن است نقش تحریک‌کننده یا سرکوب‌کننده تومور را ایفا کند.

## برای مطالعهٔ بیشتر
- Hoey T, Grusby MJ (1999). STATs as mediators of cytokine-induced responses. Advances in Immunology. Vol. 71. pp. 145–62. doi:10.1016/S0065-2776(08)60401-0. ISBN 978-0-12-022471-5. PMID 9917912.
- Kisseleva T, Bhattacharya S, Braunstein J, Schindler CW (February 2002). "Signaling through the JAK/STAT pathway, recent advances and future challenges". Gene. 285 (1–2): 1–24. doi:10.1016/S0378-1119(02)00398-0. PMID 12039028.
- Joseph AM, Kumar M, Mitra D (January 2005). "Nef: "necessary and enforcing factor" in HIV infection". Current HIV Research. 3 (1): 87–94. doi:10.2174/1570162052773013. PMID 15638726.
- Inghirami G, Chiarle R, Simmons WJ, Piva R, Schlessinger K, Levy DE (September 2005). "New and old functions of STAT3: a pivotal target for individualized treatment of cancer". Cell Cycle. 4 (9): 1131–3. doi:10.4161/cc.4.9.1985. PMID 16082218.
- Leeman RJ, Lui VW, Grandis JR (March 2006). "STAT3 as a therapeutic target in head and neck cancer". Expert Opinion on Biological Therapy. 6 (3): 231–41. doi:10.1517/14712598.6.3.231. PMID 16503733.
- Aggarwal BB, Sethi G, Ahn KS, Sandur SK, Pandey MK, Kunnumakkara AB, Sung B, Ichikawa H (December 2006). "Targeting signal-transducer-and-activator-of-transcription-3 for prevention and therapy of cancer: modern target but ancient solution". Annals of the New York Academy of Sciences. 1091: 151–69. doi:10.1196/annals.1378.063. PMID 17341611.